# Турин (Нью-Йорк)
Турин (англ. Turin) — місто (англ. town) в США, в окрузі Льюїс штату Нью-Йорк. Населення — 768 осіб (2020).

## Демографія
Згідно з переписом 2010 року, у місті мешкала 761 особа в 298 домогосподарствах у складі 213 родин. Було 440 помешкань
Расовий склад населення:
| - 98,2 % — білих - 0,8 % — чорних або афроамериканців |

До двох чи більше рас належало 0,9 %. Частка іспаномовних становила 2,0 % від усіх жителів.
За віковим діапазоном населення розподілялося таким чином: 22,5 % — особи молодші 18 років, 64,1 % — особи у віці 18—64 років, 13,4 % — особи у віці 65 років та старші. Медіана віку мешканця становила 40,9 року. На 100 осіб жіночої статі у місті припадало 113,2 чоловіків;  на 100 жінок у віці від 18 років та старших — 109,2 чоловіків також старших 18 років.
Середній дохід на одне домашнє господарство  становив 73 724 долари США (медіана — 57 159), а середній дохід на одну сім'ю — 83 846 доларів (медіана — 65 938). Медіана доходів становила 46 696 доларів для чоловіків та 33 676 доларів для жінок. За межею бідності перебувало 4,2 % осіб, у тому числі 4,7 % дітей у віці до 18 років та 4,7 % осіб у віці 65 років та старших.
Цивільне працевлаштоване населення становило 348 осіб. Основні галузі зайнятості: освіта, охорона здоров'я та соціальна допомога — 21,6 %, виробництво — 14,4 %, сільське господарство, лісництво, риболовля — 11,2 %, будівництво — 10,9 %.